# Планирање
Планирање представља, као процес, менаџерску функцију којом се одређују циљеви текућег пословања и развоја организације, затим предвиђање и дефинисање будућих задатака, као и услова у којима ти задаци треба да се извршавају а циљеви остварују. Оно представља основу за обављање других менаџерских активности: организовања, вођења и контроле.
Планови, у зависности од времена које обухватају, могу да буду:
1. дугорочни — имају стратегијски карактер и праве се по правилу за рок преко 10 година
2. средњорочни — праве се за рок до 5 година
3. краткорочни — праве се на период до око годину дана

## Врсте планирања
На основу тога да ли се односи на дугорочне или краткорочне циљеве, планирање може бити:
- Стратегијско: представља утврђивање стратегијских планова, односно планова за реализацију општих циљева организације, који ће се остварити кроз неколико година или деценија у будућности. Они су доста општи, без много конкретних детаља. Стратегијским планирањем бави се топ менаџмент.

Процес стратегијског планирања обухвата пет фаза:
1. Анализа окружења
2. Дефинисање мисије и визије
3. Развој општих циљева
4. Креирање стратегије имплементације
5. Алокација ресурса неопходних за остварење циљева компаније

- Оперативно: представља утврђивање планова који садрже детаље за реализацију или примену стратегијских планова током свакодневног пословања. Углавном се праве за период од годину дана и концентрисани су на конкретну делатност организације. Оперативно планирање детерминисано је низом дугорочних трајних планова. Ти планови обухватају: процедуре, политику и правила потребна за стварање оперативних планова и буџета. За разлику од дугорочних, једнократни појединачни планови и буџети праве се за специфични оперативни период, нпр. годину дана. У њих спадају:

1. Буџети
2. Програми
3. Пројекти